# Sungai Kelantan
Der Kelantan (malaiisch Sungai Kelantan) ist ein Fluss in Malaysia.

## Geografie
Er ist einer der drei größten Flüsse auf der malaiischen Halbinsel. Sein Einzugsgebiet deckt etwa 85 % des gleichnamigen Bundesstaats Kelantan ab und ist zum größten Teil deckungsgleich mit den Staatsgrenzen. Der Fluss entsteht durch den Zusammenfluss der beiden Flüsse Sungai Galas und Sungai Lebir nahe der Stadt Kuala Krai. Seine höchstgelegenen Quellen befinden sich am Gunung Korbu (2183 m). Er mündet etwa 9 km nördlich der Stadt Kota Bharu in das Südchinesische Meer.

## Hydrologie
In den Wintermonaten, zur Regenzeit kommt es häufig zu Überschwemmungen.

## Bilder

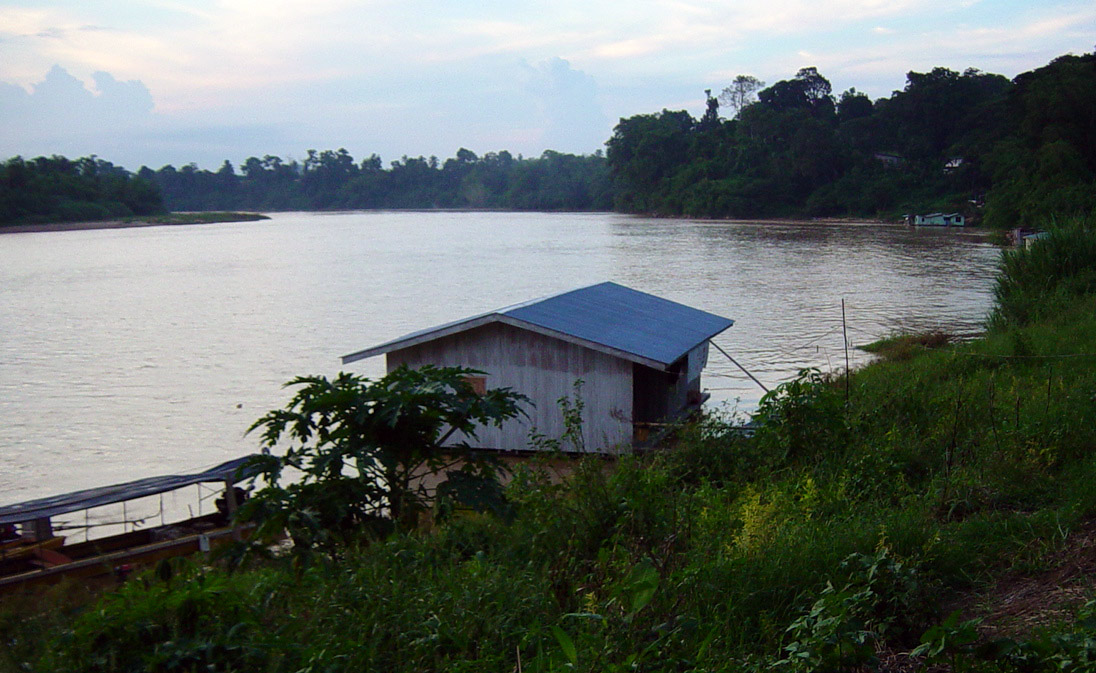
Der Kelantan nahe seinem Ursprung
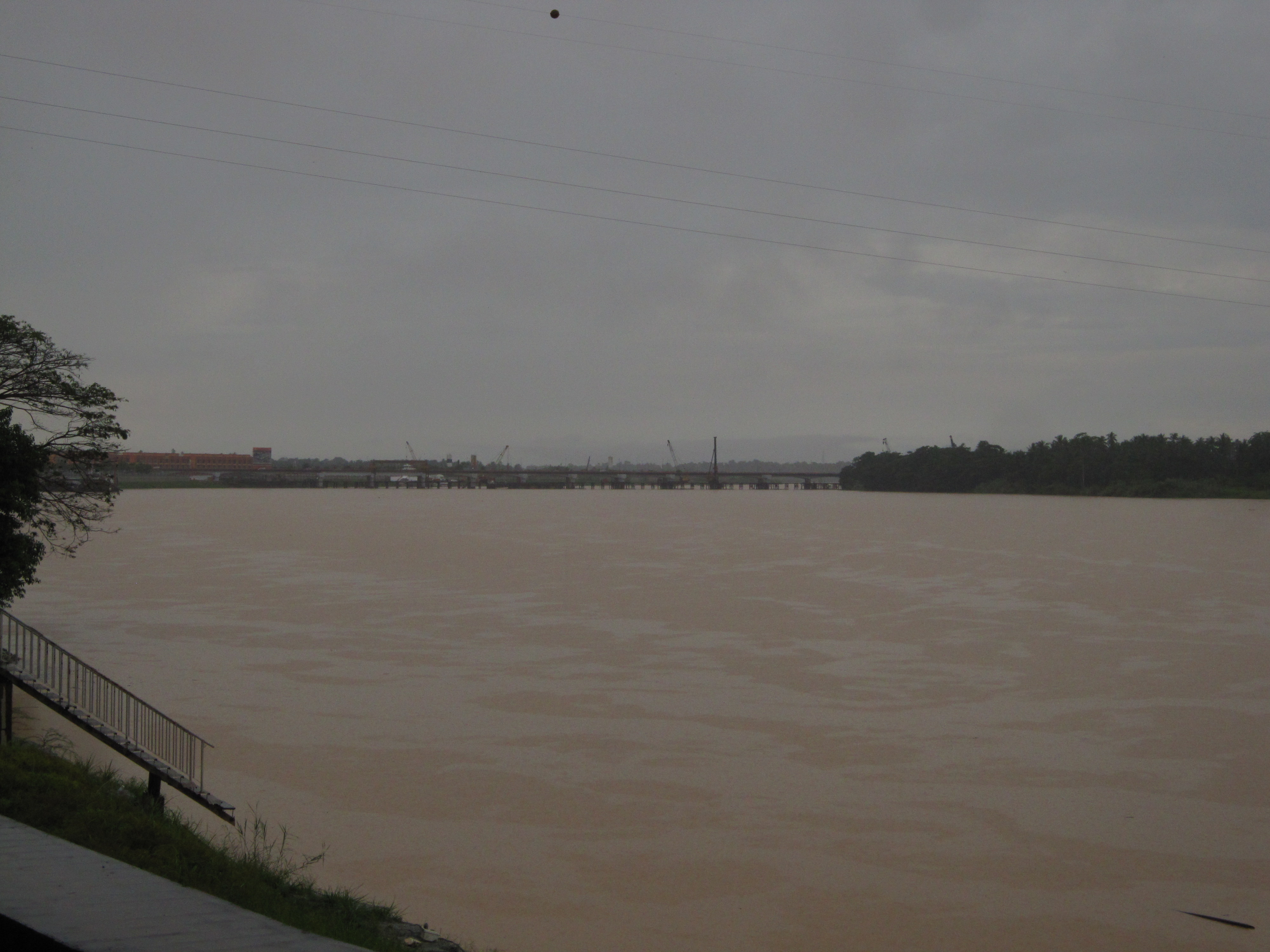
Der Kelantan nahe der Mündung